# St. Sixtus (Dörndorf)

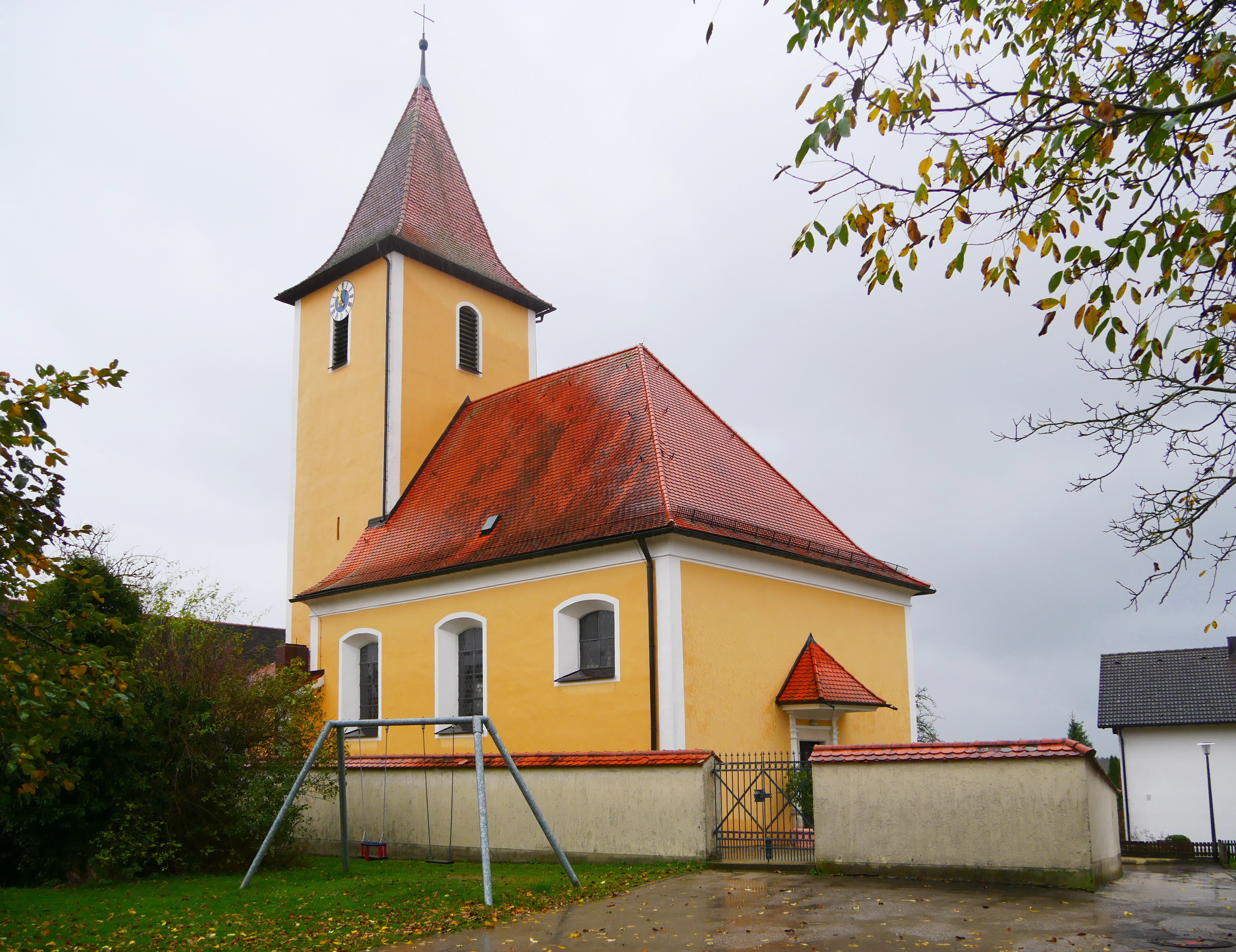
St. Sixtus in Dörndorf

Die römisch-katholische Pfarrkirche St. Sixtus steht in Dörndorf, einem Gemeindeteil der Gemeinde Denkendorf im oberbayerischen Landkreis Eichstätt. Das Bauwerk ist als Baudenkmal unter der Nr. D-1-76-120-14 eingetragen. Die Kirche gehört zum Bistum Eichstätt.

## Beschreibung
Die Saalkirche besteht aus einem 1720 gebauten Langhaus und einem Chorturm im Osten, dessen untere Geschosse aus dem 13./14. Jahrhundert stammen, und der im frühen 17. Jahrhundert mit einem Geschoss aufgestockt, das die Turmuhr und den Glockenstuhl mit vier Kirchenglocken beherbergt, und mit einem Pyramidendach bedeckt wurde. Der Innenraum des Langhauses ist mit einer Flachdecke überspannt, der des Chors, das ist das Erdgeschoss des Chorturms, mit einem Kreuzgewölbe. Der um 1720 gebaute Hochaltar wird von den Skulpturen des Sixtus II., des Laurentius von Rom und des Johannes des Täufers umrahmt. Die Orgel wurde 1992 von der WRK Orgelbau errichtet.